# Clarendon (Arkansas)
Pour les articles homonymes, voir Clarendon.
La ville américaine de Clarendon est le siège du comté de Monroe, dans l’État de l’Arkansas. Lors du recensement de 2000, sa population s’élevait à 1 965 habitants.

## Démographie
| 1880 | 1890  | 1900  | 1910  | 1920  | 1930  |
| ---- | ----- | ----- | ----- | ----- | ----- |
| 400  | 1 060 | 1 840 | 2 037 | 2 638 | 2 149 |

| 1940  | 1950  | 1960  | 1970  | 1980  | 1990  |
| ----- | ----- | ----- | ----- | ----- | ----- |
| 2 551 | 2 547 | 2 293 | 2 563 | 2 361 | 2 072 |

| 2000  | 2010  | - | - | - | - |
| ----- | ----- | - | - | - | - |
| 1 960 | 1 664 | - | - | - | - |

## Personnalité
- Mattie Dubé (1854-1944), peintre, y est née.